# 轆轆山
轆轆山，又名馬江子山或馬江之子山，是臺灣中央山脈南段的一座高山，最高點位於高雄市桃源區梅山里東北部，鄰近玉山國家公園的心臟地帶，海拔3279公尺，為臺灣百岳之一，山頂立有三等三角點7530號。山嶺南北兩面為起伏平緩的方圓形，北側多針葉林，南側植被則以玉山箭竹構成的低矮草地為主。

## 地理
中央山脈沿高雄市與花蓮縣交界通過轆轆山東峰（海拔3271.5公尺），在該山以北為東北—西南走向，以南則改往西北—東南走向，至更南方的轆轆山南峰（海拔3092.2公尺）附近再度回復為東北—西南走向。轆轆山主峰則在轆轆山東峰向西南方延伸的支稜上，兩山頭相距僅約300公尺，遠觀有雙峰駢立之勢；這條支稜與轆轆山南峰的山脊大致平行，兩條山脊之間形成狹長而平緩的鞍部，登山者稱作轆轆谷，為高雄市桃源區梅山里、花蓮縣卓溪鄉卓清村與古風村的交界，玉山國家公園管理處在此建有轆轆谷山屋（海拔約2975公尺）。
轆轆山東峰往東北方連接塔芬山，再往西北與東南分別連接達芬尖山與大分山，轆轆山南峰則往西南方連接雲峰，再轉往東南方連接南雙頭山。這段稜線構成高屏溪水系的荖濃溪，以及秀姑巒溪水系闊闊斯溪的分水嶺，也是南二段路線的一部分。